# Friesenried
Friesenried település Németországban, azon belül Bajorországban. Lakosainak száma 1585 fő (2023. december 31.). Friesenried Kaufbeuren községgel határos.

## Népesség
A település népessége az elmúlt években az alábbi módon változott:
| Lakosok száma | 537  | 1022 | 908  | 1399 | 1524 | 1532 | 1529 | 1551 | 1565 | 1585 |
|               | 1875 | 1950 | 1975 | 1987 | 2012 | 2014 | 2016 | 2017 | 2021 | 2023 |